# Ủy ban kỹ thuật điện quốc tế
Xem các nghĩa khác của IEC từng trang định hướng IEC
Uỷ ban Kỹ thuật Điện Quốc tế hay IEC (viết tắt của tiếng Anh: International Electrotechnical Commission) được thành lập năm 1906. Mục tiêu của IEC là thúc đẩy sự hợp tác quốc tế về tiêu chuẩn hoá trong lĩnh vực điện - điện tử và các vấn đề có liên quan như: chứng nhận sự phù hợp tiêu chuẩn điện và hỗ trợ cho thông hiểu quốc tế.
IEC có mối quan hệ hợp tác chặt chẽ với nhiều tổ chức tiêu chuẩn hoá và chuyên môn quốc tế như: ISO, Liên đoàn Viễn thông quốc tế - ITU; Ban Tiêu chuẩn hoá Kỹ thuật điện châu Âu - CENELEC. Đặc biệt, giữa IEC và ISO đã thiết lập một thoả thuận về phạm vi hoạt động của mỗi tổ chức. Theo thoả thuận này, phạm vi hoạt động của IEC bao gồm tiêu chuẩn hoá trong lĩnh vực điện - điện tử. ISO và IEC đã phối hợp thành lập một ban kỹ thuật hỗn hợp về công nghệ thông tin được đặt trong cơ cấu các cơ quan kỹ thuật của ISO (ISO/IEC/JTC1).
Trụ sở ban đầu của tổ chức này đóng ở Luân Đôn, nay chuyển trụ sở sang đóng tại Genève từ năm 1948.
Bộ tiêu chuẩn điện kỹ thuật (chuẩn hoá quốc tế IEC) bao gồm trên 6500 tiêu chuẩn về thiết kế, lắp đặt hệ thống điện.
Những tiêu chuẩn của IEC được sắp xếp theo dãy số từ 60000 đến 79999. Ví dụ IEC 60432.
Bộ tiêu chuẩn cũ của IEC đưa ra trước năm 1997 được đánh số lại bằng cách cộng số cũ với 60000. Ví dụ tiêu chuẩn cũ số IEC 237 đặt lại là IEC 60237.

## Các tiêu chuẩn
Các tiêu chuẩn IEC 364 do các chuyên gia y tế và kỹ thuật các nước trên thế giới xây dựng thông qua việc so sánh cá kinh nghiệm thực tế ở phạm vi quốc tế. Hiện nay các nguyện tắc về an toàn của IEC 364 và 479-1 la nền tảng của hầu hết các tiêu chuẩn trên thế giới.
| 1.  | IEC-38        | Các tiêu chuẩn về điện áp cực đại |
| 2.  | IEC-56        | Máy cắt xoay chiều điện áp cao |
| 3.  | IEC-76-2      | Máy biến áp lực - Phần 2 Sự tăng nhiệt |
| 4.  | IEC-76-3      | Máy biến áp lực - Phần 3 Kiểm tra mức cách điện và điện môi |
| 5.  | IEC-129       | Dao cách ly xoay chiều, dao tiếp đất |
| 6.  | IEC-146       | Các yêu cầu chung và các bộ biến đổi công suất |
| 7.  | IEC-146-4     | Các yêu cầu chung và các bộ biến đổi công suất. Phần 4 Các phương pháp xác định đặc tính và các yêu cầu kiểm tra cho việc cung cấp điện liên tục.                                                                                    |
| 8.  | IEC-265-1     | Dao cách ly cao áp - Phần 1 Các dao cao áp có điện áp định mức 1kV <= U(định mức) <= 52kV |
| 9.  | IEC-269-1     | Cầu chì hạ áp - Phần 1 Các yêu cầu chung |
| 10. | IEC-269-3     | Cầu chì hạ áp - Phần 3 Các yêu cầu phụ đối với các cầu chì dành cho những người không có kiến thức về điện sử dụng (chủ yếu là cầu chì dân dụng và các ứng dụng tương tự)                                                            |
| 11. | IEC-282-1     | Cầu chì trung áp - Phần 1 Cầu chì giới hạng dòng |
| 12. | IEC-287-1     | Tính toán dòng làm việc liên tục định mức của cáp (hệ số tải 100%) |
| 13. | IEC-298       | Tự đóng cắt hợp bộ xoay chiều có vỏ bọc bằng kim loại và bộ phận điều khiển với 1kV <= U(định mức) <= 52kV |
| 14. | IEC-364       | Mạng điện của các tòa nhà |
| 15. | IEC-364-3     | Mạng điện của các tòa nhà - Phần 3 Đánh giá về các đặc tính chung |
| 16. | IEC-364-4-41  | Mạng điện tòa nhà - Phần 4 Bảo vệ an toàn - Mục 41 Bảo vệ chống điện giật |
| 17. | IEC-364-4-42  | Mạng điện tòa nhà - Phần 4 Bảo vệ an toàn - Mục 42 Bảo vệ chống sự cố điện giật |
| 18. | IEC-364-4-43  | Mạng điện tòa nhà - Phần 4 Bảo vệ an toàn - Mục 43 Bảo vệ chống quá dòng |
| 19. | IEC-364-4-47  | Mạng điện tòa nhà - Phần 4 Bảo vệ an toàn - Mục 47 Các biện pháp bảo vệ chống điện giật |
| 20. | IEC-364-5-51  | Mạng điện tòa nhà - Phần 5 Lựa chọn và lắp ráp các thiết bị - Mục 51 Các quy tắc chung |
| 21. | IEC-364-5-52  | Mạng điện tòa nhà - Phần 5 Lựa chọn và lắp ráp các thiết bị - Mục 52 Hệ thống đi dây |
| 22. | IEC-364-5-53  | Mạng điện tòa nhà - Phần 5 Lựa chọn và lắp ráp các thiết bị - Mục 53 Thiết bị đóng cắt và các bộ phận điều khiển |
| 23. | IEC-364-6     | Mạng điện tòa nhà - Phần 6 Kiểm tra |
| 24. | IEC-364-7-701 | Mạng điện tòa nhà - Phần 7 Các yêu cầu đối với các mạng hoặc vị trí đặc biệt - Mục 701 Mạng điện trong phòng tắm |
| 25. | IEC-364-7-706 | Mạng điện tòa nhà - Phần 7 Các yêu cầu đối với các mạng hoặc vị trí đặc biệt - Mục 706 Các vị trí hạn chế dẫn điện |
| 26. | IEC-364-7-710 | Mạng điện tòa nhà - Phần 7 Các yêu cầu đối với các mạng hoặc vị trí đặc biệt - Mục 710 Mạng điện trong khu triền lãm, phòng biểu diễn, hội chợ giải trí, v.v...                                                                      |
| 27. | IEC-420       | Phối hợp cầu chì - Cầu dao điện xoay chiều trung thế |
| 28. | IEC-439-1     | Tủ đóng cắt hạ thế và các bộ điều khiển - Phần 1 Các thiết bị được thí nghiệm theo loại và thí nghiệm một phần |
| 29. | IEC-439-2     | Tủ đóng cắt hạ thế và các bộ điều khiển - Phần 2 Các yêu cầu riêng đối với hệ thống thanh dẫn đi trong máng (kiểu thanh dẫn) |
| 30. | IEC-439-3     | Tủ đóng cắt hạ thế và các bộ điều khiển - Phần 3 Các yêu cầu riệng đối với tủ đóng cắt hạ thế và các bộ phận điều khiển được lắp đặt nơi có những người không có kỹ năng về điện có thể thao tác với tủ phân phối.                   |
| 31. | IEC-446       | Nhận dạng dây dẫn theo màu hoặc số. |
| 32. | IEC-479-1     | Ảnh hưởng của dòng điện đối với người và vật nuôi. Phần 1 Các khía cạnh chung |
| 33. | IEC-479-2     | Ảnh hưởng của dòng điện đối với người và vật nuôi. Phần 2 Các khía cạnh đặc biệt. |
| 34. | IEC-529       | Các cấp độ bảo vệ do vỏ bọc (mã IP) |
| 35. | IEC-644       | Các đặc điệm kỹ thuật của các cầu chì kết nối trung thế dành cho các mạch có động cơ. |
| 36. | IEC-664       | Phối hợp cách điện đối với các thiết bị trong mạng hạ áp. |
| 37. | IEC-694       | Các tiêu chuẩn chung cho thiết bị đóng cắt cao thế và bộ điều khiển. |
| 38. | IEC-724       | Hướng dẫn về giới hạn phát nhiệt cho phép của cáp điện lực với điện áp định mức không quá 0,6/1,0kV |
| 39. | IEC-742       | Máy biến áp cách ly và máy biến áp cách ly an toàn. Các yêu cầu |
| 40. | IEC-755       | Các yêu cầu chung đối với thiết bị bảo vệ tác động dòng rò. |
| 41. | IEC-787       | Hướng dẫn áp dụng để chọn cầu chì kết nối phía trung thế đặt ở máy biến áp. |
| 42. | IEC-831-1     | Tụ bù mắc song song loại seft-healing (tự phục hồi) đặt ở mạng xoay chiều có điện áp định mức U(định mức) <= 660V - Phần 1 Tổng quan - Các đặc tính, thí nghiệm và định mức, các yêu cầu về an toàn - Hướng dẫn lắp đặt và vận hành. |

## Tại Việt Nam
Khi Việt Nam gia nhập WTO, Bộ Khoa học Công nghệ đã ban hành một số tiêu chuẩn TCVN chấp nhận IEC để chuyển dịch thành tiêu chuẩn Việt Nam (TCVN).
Cột số tiêu chuẩn điện kỹ thuật của Việt Nam hiện nay phù hợp với IEC có:
- Hệ thống lắp đặt điện của các tòa nhà: TCVN 7447:2004 (IEC 60364-1:2001) (Fundamental principles - Definition - Asessment of general characteristics_Electrical íntallation of buildings)
- Hệ thống lắp đặt điện của các tòa nhà - Bảo vệ an toàn - Bảo vệ chống quá dòng: TCVN 7447-4-43:2004 (IEC 60364-4-41:2001) (Electrical íntallation of buildings - Protection for safety - Protection against overcurrent)
- Dây trần sợi tròn xoắn thành các lớp đồng tâm: TCVN 6483:1999 (tương ứng với IEC 61089 hoặc IEC 1089) (thay thế các tiêu chuẩn TCVN 5064:1994)
- Phương pháp thử với vật liệu cách điện và vỏ bọc: TCVN 6614:2000 (tương ứng với IEC 60811 hoặc IEC 811)